# گوچلند (ویرجینیا)
گوچلند (به انگلیسی: Goochland) یک منطقهٔ مسکونی در ایالات متحده آمریکا است که در Goochland County واقع شده‌است. گوچلند ۱۱٫۷ کیلومتر مربع مساحت و ۸۶۱ نفر جمعیت دارد.